# Solène Jambaqué
Solène Jambaqué, née le 14 avril 1988 à Toulouse, est une skieuse alpine hémiplégique française, originaire de la station de Peyragudes. Elle fait la fierté de la station où elle possède une piste à son nom. 

## Biographie
Née dans une famille de skieurs, elle connait les pistes depuis toute petite. Elle a commencé le ski dès l'âge de 2 ans. Ayant perdu son père en 2003, Solène est très proche de sa famille.
Elle possède un gros mental. Elle est revenue au plus haut niveau après deux blessures aux ligaments croisés du genou droit (côté hémiplégique). Après de la rééducation à Capbreton, elle a repris le ski en fin d'année pour être opérationnelle pour les Jeux paralympiques de Vancouver.
À Sotchi, Solène est soutenue par sa mère et ses sœurs Magalie et Oriane qui ont cassé la tirelire, alors que le grand frère moniteur, Yannick, est resté sur les pistes des Hautes-Pyrénées. Pour Annie, sa mère, l’objectif est que Solène prenne du plaisir et qu’elle ne se fasse pas mal. Derrière son grand sourire, Solène a toujours la gagne.
À la suite d'une nouvelle blessure aux ligaments croisés du genou droit, elle décide de mettre un terme à sa carrière pour diminuer la charge de travail de son genou. Elle disputera encore des championnats de France. Mais l'international, c'est fini pour elle.
Elle s'est reconvertie depuis juin 2013 en kiné et officie comme remplaçante dans un cabinet de Luchon (Haute-Garonne).

## Palmarès
- Jeux paralympiques
  - Jeux paralympiques d'hiver de 2006 à Turin
    -  Médaille d'or de la descente catégorie debout
    -  Médaille d'or du Super-G catégorie debout
    -  Médaille d'argent en slalom catégorie debout
    -  Médaille de bronze du géant catégorie debout

  - Jeux paralympiques d'hiver de 2010 à Vancouver
    -  Médaille d'argent de la descente catégorie debout
    -  Médaille d'argent du super combiné de la catégorie debout

  - Jeux paralympiques d'hiver de 2014 à Sotchi
    -  Médaille d'argent du Super-G catégorie debout
    -  Médaille de bronze en Slalom Géant catégorie debout

## Distinctions
- Officier de l'Ordre national du Mérite en 2010[1].
- Chevalier de la Légion d'honneur en 2006[2]